# Magdeburgo (cohete)
El cohete de Magdeburgo fue un cohete alemán construido por Rudolf Nebel a principios de 1933 como prototipo a escala de un cohete mayor que sería tripulado.
Fue lanzado ocho veces, todas durante 1933, antes de que el gobierno Nazi prohibiera más pruebas. Hasta la construcción del cohete A3 en 1937 este fue el mayor cohete construido en Alemania.
El origen del cohete Magdeburgo tuvo su origen en la creencia de Mengering, un ingeniero de la ciudad de Magdeburgo, en las teorías de Peter Bender, que afirmaba que en realidad la superficie de la Tierra era el interior de una esfera hueca, con lo que Mengering creía que lanzando un cohete en vertical con suficiente impulso desde Magdeburgo, este caería en el sur de Nueva Zelanda. Mengering logró convencer a las autoridades de la ciudad para donar fondos con los que llevar a cabo el experimento. Nebel, que fue uno de los fundadores de la sociedad cohetera VfR y que en ese momento era miembro del partido Nazi, vio la oportunidad y en diciembre de 1932 consiguió un contrato para el Magdeburg por valor de 25.000 marcos. El proyecto trataba de construir un cohete capaz de llevar a una persona a un kilómetro de altura, desde donde regresaría a tierra en paracaídas. El cohete habría tenido 7,6 m de altura y un empuje de 5,886 kN. Se pretendía lanzar este cohete el 11 de junio de 1933 en un gran evento para dar publicidad a la ciudad.
Antes de la construcción del cohete tripulado se proyectó la construcción de un prototipo no tripulado de 4,6 m de altura y 1,96 kN de empuje, y que sería recuperado mediante paracaídas. Las pruebas con el motor del prototipo comenzaron el 22 de marzo de 1933. Un par de motores de prueba explotaron el 25 de marzo y el 3 de abril, pero a finales de este mes ya se habían llevado a cabo veinte pruebas, declarándose al motor suficientemente fiable para el lanzamiento de prueba.
El primer lanzamiento de prueba se intentó el 9 de junio de 1933, desde una rampa de 9 m de altura, en un campo cercano a Magdeburgo. El motor comenzó la ignición, pero el cohete no levantó vuelo debido a falta de empuje. El mismo problema tuvo lugar en los siguientes intentos, el 10 y 11 de junio. El cohete volvió al taller para corregir defectos, y el 29 de junio finalmente levantó vuelo, pero mientras despegaba tocó en uno de los raíles de la rampa de lanzamiento y se inclinó, volando horizontalmente durante unos 300 metros para acabar tocando suelo y arrastrarse durante unos 10 metros más. Aunque el cohete en sí estaba relativamente intacto, las autoridades de la ciudad perdieron interés en el proyecto y sólo pagaron 3200 marcos a Nebel, que continuó de todos modos con el proyecto. El cohete fue retocado y fue lanzado desde la isla Lindwerder, en el lago Tegeler, cerca de Berlín, en julio de 1933, alcanzando 1000 m de altura, haciendo bucles en el aire y poniendo finalmente dirección a tierra. El paracaídas se desplegó en el último momento y el cohete cayó al lago, a unos 100 m del punto de lanzamiento. Se realizaron más lanzamientos, tanto desde el lago Tegeler como desde el lago Schielow hasta septiembre de 1933, cuando el dineró se acabó y el gobierno Nazi prohibió la investigación privada con cohetes, con lo que la versión tripulada del cohete Magdeburgo nunca llegó a volar.